# Koasatis
Els koasatis (també coushatta) són un grup d'amerindis dels Estats Units que parlen una de les llengües muskogi i viuen als estats de Louisiana, Oklahoma, i Texas.
Quan es van trobar per primera vegada amb els europeus, vivien al territori de l'actual Tennessee, Geòrgia i Alabama. Eren membres de la Confederació Creek.
Sota la pressió de la colonització europea del sud dels Estats Units, després de la derrota francesa en la Guerra dels Set Anys el 1763 començaren a moure's cap a l'oest vers Mississipi, Louisiana i Texas, aleshores sota domini espanyola, on van ser reubicats a principis del segle XIX. Alguns koasatis i els molt afins alibamus van ser traslladats cap a Oklahoma en la dècada de 1830 en virtut de la deportació índia, juntament amb altres pobles creek.
Actualment els coushatta estan registrats en tres tribus reconegudes federalment: 
- Tribu Alabama-Coushatta de Texas
- Ciutat Tribal Alabama-Quassarte a Wetumka, Oklahoma
- Tribu Coushatta de Louisiana.

## Llengua
El koasati forma part de la branca Apalachee-Alabama-Koasati de les llengües muskogi. Segons el cens de 2000 unes 200 parlaven la llengua, la majoria d'elles a Louisiana. La llengua s'escriu en alfabet llatí.

## Història
Els koasatis eren tradicionalment agricultors i conreaven d'una varietat de blat de moro, fesol i carbassa, completant la dieta mitjançant la caça i el peix. Eren reconeguts per la seva habilitat en la cistelleria. Gairebé totes les expedicions espanyoles (inclòs l'expedició d'Hernando de Soto de 1539-1543) a l'interior de la Florida espanyola registraren trobar-se amb la ciutat originària de la tribu. Es van referir a ells com a Coste, i llurs veïns eren els chiaha, chiska, yuchi, tasquiqui, i tali. La seva vila era molt probablement a la vall del riu Tennessee.
Sota la pressió dels nous colons europeus en els segles XVII-XVIII, els koasatis va fer tractats i cediren terres, i van emigrar cap a l'oest a l'actual Alabama. En el camí van establir la seva ciutat al Nickajack (Ani-Kusati-yi o lloc Koasati en cherokee) a l'actual Comtat de Marion (Tennessee). Més tard van fundar un assentament important a l'extrem nord de Long-Island-on-the-Tennessee, que està dividit en dos per l'actual línia fronterera de Tennessee i Alabama.
En l'època de la Revolució Americana s'havien traslladat molts quilòmetres pel baix riu Tennessee on el seu poble es registra com a Coosada. Al segle XVIII  alguns koasatis es van unir a l'emergent confederació creek, on es coneixien com a part dels "Alts Creek". Estaven estretament relacionats amb els alibamus. Els que es van quedar a Alabama més tard van formar part de la deportació a territori indi a l'oest del riu Mississipi. Avui els seus descendents formen la reconeguda federalment ciutat tribal Alabama-Quassarte de Wetumka, Oklahoma.
Part de la tribu coushatta es van separar de la Confederació Creek i se'n va anar a Louisiana del Sud. Els seus descendents avui conformen la reconeguda federalment Tribu Coushatta de Louisiana.
Caps notables entre el koasatis van ser els successius Long King i Colita (Koasati), que van portar a la seva gent a assentar en l'actual comtat de Polk (Texas) a la fi del segle xviii i començaments del XIX. La vila de Colita fou creada abans que l'assentament euroamericà de Livingston (Texas).